# Монашенка
Монашенка — также название курительной свечи.
Монашенка, или шелкопряд-монашенка (Lymantria monacha) — ночная бабочка рода Lymantria семейства волнянок, лесной вредитель (повреждает многие деревья, особенно ель, сосну, лиственницу, бук, дуб, граб, яблоню, берёзу; вообще все хвойные, кроме можжевельника и тиса, из лиственных же не трогают ольху, грушу, ясень, сирень, бирючину, бересклет и смородину с крыжовником). Бабочки летают по вечерам, гусеницы кормятся ночью.

## Внешний вид

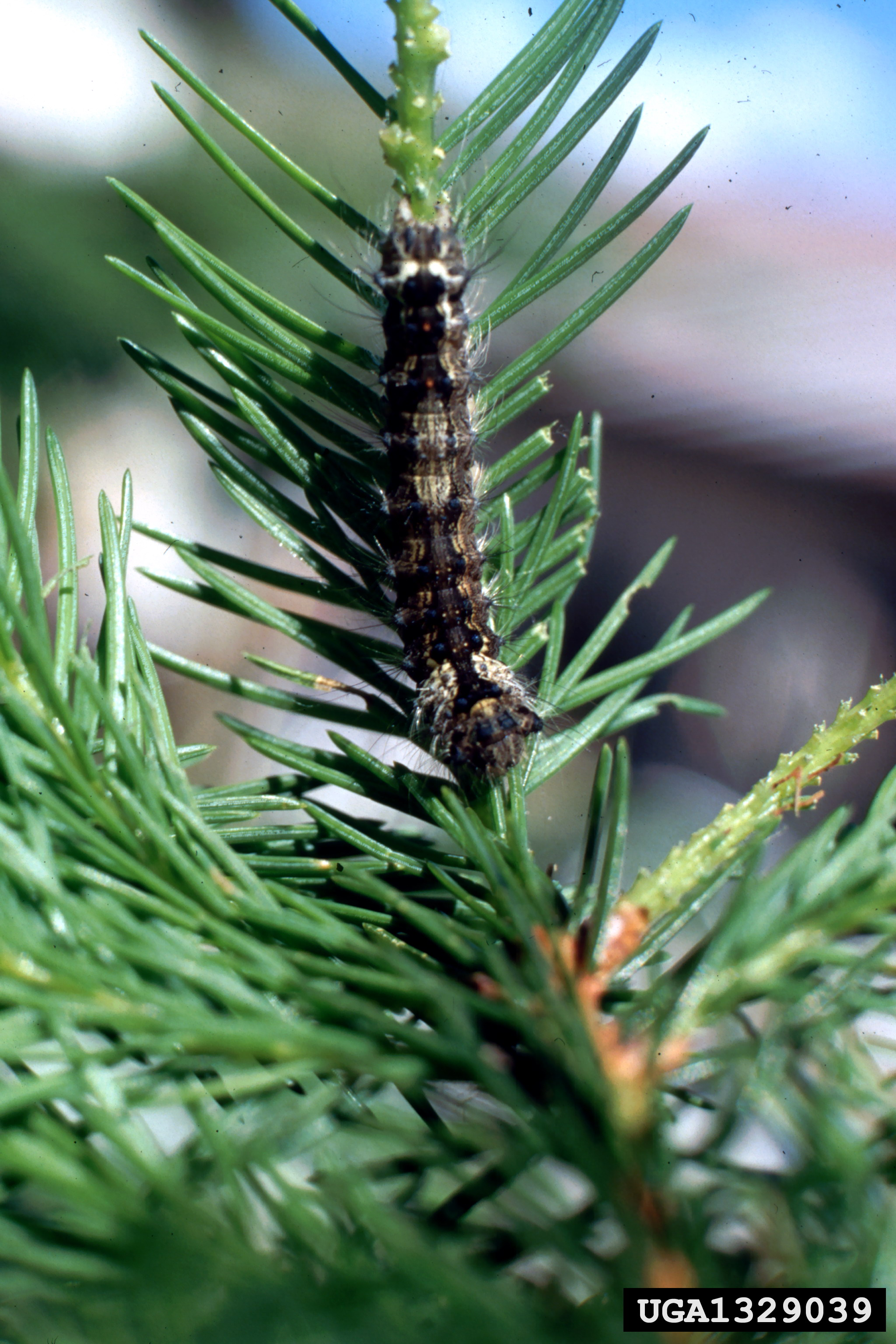
Гусеница

Крылья в размахе достигают 35—55 мм (до 6 см), бабочка в длину 2,3 см. Передние крылья окрашены в белый, с чёрными зубчатыми поперечными линиями, задние — беловато-серые, кроме того, в окраске есть пятна на голове, спинке и крыльях. У самки на брюшке есть чёрные и розовые пояски, брюшко заканчивается втяжным яйцекладом; кроме того, у самок чёрные зазубренные усики. Усики самцов — бурые, перистые, брюшко заканчивается пушистой кисточкой.
Яйца монашенки чуть меньше маковых зёрнышек, гладкие; свежеотложенные имеют розоватую окраску, позже переходящую в буровато-серую.
Гусеница достигает 6 сантиметров длины. У неё 16 ног, она покрыта волосками. Голова гусеницы тёмно-бурая, с чёрными точками; волоски сидят пучками на бугорках, расположенных двумя рядами вдоль спины и по стольку же на боках; серая, с желтоватым или зеленоватым оттенком; на спинке 2-го кольца бархатисто-чёрное, сердцевидное пятно, от которого идёт к заду тёмная полоска, раздваивающаяся на 7—9 кольцах вокруг светлого пятна; на грудных кольцах по бокам два белых пятна; на середине 9-го и 10-го колец по одной красной бородавочке.
Куколка до 2,5 см длины, блестящая, с бронзовым отливом, с пучками желтовато-белых волосков, расположенных поясками.

♀
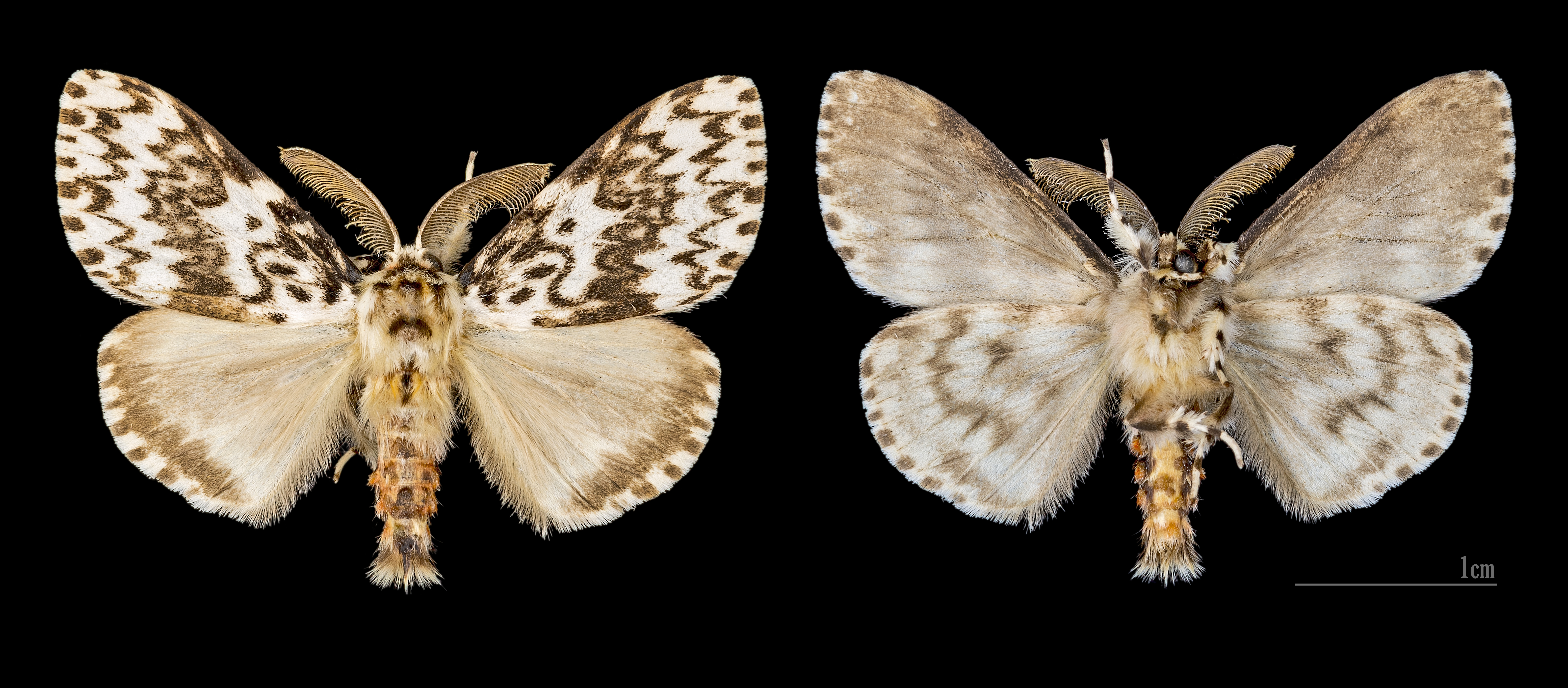
♂

## Распространение
Монашенка распространена в лесной зоне Европы и Азии (до 58 градуса северной широты).

## Размножение
Размножается раз в год. Бабочки вылетают после зимовки, начиная со второй половины июля. В кладке, откладываемой в трещины и неровности коры — 250—500 яиц кучками по 20—50 шт. Гусеницы развиваются из яиц через 3—4 недели, после зимовки они в конце апреля—мае покидают яйцо, обгрызают хвою и листья, едят пыльцу, почки, побеги; могут питаться старой хвоей. Окукливаются в щелях, рыхлой паутине среди листьев, и так далее. Молодые гусеницы обильно выделяют паутину; они часто падают, и с помощью паутины могут переноситься ветром, кроме того, они могут оплетать деревья и пространство между ними для свободного передвижения.
Вспышки массового размножения длятся 7—8 лет, наиболее часты они в Поволжье, на Среднем и Южном Урале, в Западной Сибири. К естественным врагам относятся энтомофаги; кроме того, вспышки размножения могут остановить такие болезни гусениц, как фляшерия и полиэдрия.

## Вред
При обыкновенных условиях монашенка является иногда в течение десятилетий довольно редким насекомым; в иные же годы начинает усиленно размножаться и оголяет леса на пространствах, определяемых тысячами квадратных миль. В период 1846—67 гг. в лесах Западной Пруссии и смежной с ней России монашенка опустошила хвойные леса на протяжении 7000 квадратных географических миль, из которых 600 миль пришлось на Пруссию, а прочее составило долю России (относительно России эта цифра сильно преувеличена). Период опустошения 1888—95 годов в Южной Пруссии и местами в Австрии и России принёс России и Австрии сравнительно незначительный вред, но Бавария и Вюртемберг исчисляли свои убытки миллионами марок.

## Меры борьбы
1. накладывание клеевых колец на стволы ранней весною;
2. сбор и уничтожение яиц и раздавливание выводков молоденьких гусениц;
3. сбор и раздавливание бабочек самок;
4. привлечение бабочек на костры;
5. охрана и привлечение насекомоядных птиц;[3]
6. применение жуков-эулофитов, специально выведенных в Китае для борьбы с этой бабочкой[4].